# Eremogone acicularis
Eremogone acicularis là loài thực vật có hoa thuộc họ Cẩm chướng. Loài này được Frederic Newton Williams mô tả khoa học đầu tiên năm 1909 dưới danh pháp Arenaria acicularis. Năm 1973 Sergei Sergeevich Ikonnikov chuyển nó sang chi Eremogone.

## Tên gọi
Tên gọi thông thường trong tiéng Trung là 针叶老牛筋 (châm diệp lão ngưu cân), nghĩa đen là "gân bò già lá kim".

## Mô tả
Cây thân thảo sống lâu năm. Rễ dài, mập, hóa gỗ. Thân mọc thành các cụm kết đặc, cao 6–20 cm, có nhiều lông nhỏ. Phiến lá thẳng-hình mác, 3 gân, các gân bên sát mép lá; phiến lá mọc trên thân cây ở phần xa có đáy mở rộng, dạng màng, tạo thành bẹ ngắn, mép khô xác, đỉnh nhọn. Xim hoa hai ngả, mọc thành cụm dày dặc, 6-9 hoa; trục xim hoa dài. Cuống hoa thưa lông tuyến. Lá đài 5, mọc thẳng, thường có màu tím, hình mác, dạng màng, có lông tuyến, với 3 gân thanh mảnh gần nhau về phía xa trục, mép dạng màng rộng, đỉnh nhọn thon. Cánh hoa 5, màu trắng, hình trứng ngược, 5–6 mm. Nhị hoa 10; bao phấn màu vàng. Bầu nhụy hình trứng ngược. Vòi nhụy 3. Quả nang hình trứng ngược-hình cầu, 3 mảnh vỏ; các mảnh vỏ 2 khe ở đỉnh. Ra hoa và tạo quả tháng 7-8.

## Phân bố
Loài bản địa đông nam Tây Tạng. Môi trường sống là đồng cỏ trong thung lũng sông; ở cao độ 300-4.600(-5.200) m.

## Lưu ý
Danh pháp Arenaria acicularis được Augustin Pyramus de Candolle đề cập đầu tiên năm 1824, dẫn theo mô tả của Friedrich Ernst Ludwig Fischer (1782-1854), nhưng nó là danh pháp không hợp lệ (nom. inval.) do tác giả này coi nó là đồng nghĩa của Arenaria juniperina L., 1767 (= Sabulina juniperina (L.) Dillenb. & Kadereit, 2014). Ngoài ra, năm 1907 Karl von Keissler (1872-1965) đề cập tới Arenaria acicularis của Williams (khi đó chưa công bố mô tả khoa học), nhưng nó cũng là danh pháp không hợp lệ (nom. inval.) do nó là danh pháp trần trụi (nom. nud.) không kèm theo mô tả khoa học.